# James Carson (Musiker)
James Carson (* 10. Februar 1918 in Madison County, Kentucky, als James Roberts; † 21. Juni 2007) war ein US-amerikanischer Old-Time- und Country-Musiker. Carson begann seine Karriere mit seinem Vater, dem berühmten Fiddlin’ Doc Roberts, und erreichte in den 1940er-Jahren mit seiner Frau Martha Carson größere Bekanntheit.

## Leben

### Kindheit und Jugend
James Roberts wurde 1918 im Madison County geboren, der Heimat seines Vaters, wo er auf der väterlichen Farm aufwuchs. Sein Vater startete seine Karriere 1925, wurde im Gegensatz zu seinem Sohn jedoch nie professioneller Musiker.

### Anfänge mit Vater
Der junge Roberts machte im Alter von nur zehn Jahren sein Debüt im Schallplattengeschäft. Sein Vater Doc nahm ihn 1928 mit auf eine Session, wo der kleine Roberts zusammen mit dem musikalischen Partner seines Vaters, Asa Martin, als Sänger und Doc Roberts an der Mandoline die ersten Platten einspielte. In den nächsten Jahren wurde eine große Anzahl an Platten eingespielt, einige davon waren auch Solo-Stücke, beispielsweise May I Sleep In Your Barn Tonight, Mister?, ein Song, den Charlie Poole bereits 1925 aufnahm.
Die Verkaufszahlen der Platten waren relativ gut und es folgten Radioauftritte bei WAAN (Omaha, Nebraska), WHO (Des Moines, Iowa), WOC (Davenport, Iowa) und WLAP (Lexington, Kentucky). Während Roberts‘ Vater Doc die Karriere 1934 aufgab, begann sein Sohn nun, als Solo-Künstler zu arbeiten. Bis Ende der 1930er-Jahre war er oft in Asa Martins morgendlicher Radioshow zu hören.

### Karriere mit Martha Carson
In Lexington traf Roberts dann auf die junge Sängerin Irene Amburgey, die mit ihren Schwestern als Sunshine Sisters auftrat. Am 8. Juni 1939 heiratete Roberts Amburgey in Lexington und ging mit ihr und ihren Schwestern zuerst nach Bluefield, West Virginia, dann ins Renfro Valley, Kentucky, und schließlich nach Atlanta, Georgia.
Während die drei Amburgey-Schwestern auf WSB als Hoot Owl Hollow Girls auftraten, war es Roberts versagt, bei dem Sender zu arbeiten. Stattdessen trat er in der Umgebung von Atlanta mit verschiedenen anderen Musikern auf. Schließlich erlaubte WSB es ihm dann doch, in ihrem Programm aufzutreten, aber nur als „James Carson“ (bzw. „Jimmy Carson“ von Zeit zu Zeit). Am 12. April 1941 machte Carson dann sein Debüt in der erfolgreichen WSB-Samstagabendshow WSB Barn Dance, in der er zuerst als Solist auftrat und als Mandolinist in anderen Gruppen spielte. Nachdem er zusammen mit seiner Frau Martha dann eines Tages in der Dixie Farm and Home Hour den Song Keep on the Sunny Side zum Besten gaben, war das Publikum so angetan, dass man zusammen nur noch als Duo, James and Martha Carson, the Barn Dance Sweethearts, auftrat. Mit Martha an der Gitarre und James an der Mandoline spezialisierte sich das Ehepaar auf Old-Time-Gospel wie When the Saints Go Marching In oder Farther Along und wurde damit zum erfolgreichsten Gitarren-Mandolinen-Duo in Atlanta.
Mitte der 1940er-Jahre spielten James und Martha in Lee Roy Abernathys Studio ihre ersten Singles für das White-Church-Label ein. 1949 und 1950 wurden Sessions für Capitol Records abgehalten, unter den Stücken wie I’ll Fly Away fanden sich jedoch keine Hits. Anfang 1950 verließ das Ehepaar Atlanta und zog nach Knoxville, Tennessee, wo sie bei WNOX arbeiteten. Kurz danach trennten sich James und Martha aber.

### Spätere Jahre
Martha Carson zog daraufhin nach Nashville, wo sie ihre eigene Karriere startete, während James die nächsten zehn Jahre als Sänger und Musiker für Bluegrass-Gruppen wie Wilma Lee and Stoney Cooper, die Masters Family und für die Lonesome Pine Fiddlers arbeitete. Zudem war er Hausmusiker für den Sender WWVA in Wheeling, West Virginia, und trat auf Veranstaltungen um Knoxville auf.
Ab 1960 ging er außermusikalischen Aktivitäten nach, heiratete erneut und ließ sich in Lexington, Kentucky, nieder. Aufgrund seiner Leistungen um die Country-Szene in Atlanta wurde Carson 1985 in die Atlanta Country Music Hall of Fame aufgenommen. In den späten 1980er-Jahren zog er ins Renfro Valley, Kentucky, wo er im Renfro Valley Barn Dance als Hintergrundmusiker arbeitete. James Carson starb 2007.